# Gustav Hertzberg
Gustav Friedrich Hertzberg (19. januar 1826—16. november 1907) var en tysk historiker.
Hertzberg, der fra 1860 var professor i historie i Halle, er forfatter til talrige skrifter vedrørende græsk historie, hvoriblandt kan nævnes: Alkibiades (1853), Das Leben des Königs Agesilaos II (1856), Die Feldzüge Alexanders den Grossen (2 bind, 1863), Die Geschichte Griechenlands unter der Herrschaft der Römer (3 bind, 1866—74), Geschichte Griechenlands seit dem Absterben des antiken Lebens bis zur Gegenwart (4 bind, 1875—79); i Onckens universalhistorie har han behandlet græsk, romersk, byzantinsk og osmannisk historie (4 bind, 1878—83).